# Острів забутих жінок
«Острів забутих жінок» (англ. The Isle of Forgotten Women) — американська драматична чорно-біла німа стрічка 1927 року режисера Джорджа Б. Сейтца, зфільмований на основі оповідань Луелли Парсонс. У Велиткій Британії в прокат вийшов під назвою «Забуті жінки» 14 серпня 1928 року

## Синопсис
На одному з тропічних островів зустрічаються колишній касир банку Брюса Пейна (Конвей Тірл), якого звинуватили у розтраті коштів, і він змушений переховуватись, та танцюристка Маруа (Дороті Себастіан). Танцюристка закохана в головного героя, але він залишаться віриним своїй дружині. Одного разу на Брюса Пейна напали, і Маруа рятує йому життя, але сама гине.

## У ролях
| Актор            | Роль         |
| ---------------- | ------------ |
| Конвей Тірл      | Брюс Пейн    |
| Дороті Себастіан | Маруа        |
| Гібсон Гоуленд   | Джон Сторт   |
| Еліс Келхун      | Еліс Берроуз |
| Гаррі Семелс     |              |
| Вільям Велш      |              |
| Едді Гарріс      |              |